# Héctor Socorro
Héctor Socorro (Cuba; 26 de junio de 1912 - Cuba; 1980) fue un futbolista cubano que jugó en la posición de delantero.

## Carrera
Dentro de la Liga de Fútbol de Cuba jugó con los equipos CD Puentes Grandes y el FC Iberia La Habana en los años 1930.

## Selección
Formó parte de Cuba desde 1934, fallando en la clasificación para el mundial de Italia 1934, pero sí logra la clasificación al mundial de Francia 1938, en el cual anotó tres goles y ayudó a su selección a alcanzar los cuartos de final. Disputó nueve partidos y anotó cinco goles.